# Marilyn Manson
Brian Hugh Warner (Canton, Ohio, 5 de enero de 1969), más conocido por su nombre artístico Marilyn Manson, es un cantante, compositor, actor, escritor y director de cine estadounidense, conocido por ser el vocalista y líder de su banda homónima fundada en 1989. Su nombre artístico se formó a partir del nombre de la actriz Marilyn Monroe y el apellido del criminal Charles Manson.
Se le conoce principalmente por dos álbumes que publicó en la década de 1990: Antichrist Superstar (1996) y Mechanical Animals (1998). Su discografía se compone de doce álbumes de estudio, un álbum en vivo, un álbum recopilatorio, dos EP, veintinueve sencillos, ocho sencillos promocionales, seis DVD y cuarenta vídeos musicales. En Estados Unidos, tres de los álbumes del grupo han sido discos de platino y otros tres discos de oro. El grupo ha publicado ocho canciones que han debutado en el llamado top ten, y dos de sus discos han alcanzado el primer puesto. La revista Hit Parader le colocó como el 44.º mejor vocalista de heavy metal y ha sido nominado a cuatro Premios Grammy.
Apareció en algunas películas como Jawbreaker, Lost Highway, de David Lynch, y Party Monster. No solo se dedica a la música, sino también a la pintura. Manson además ha sido certificado por el IFPI como uno de los 100 artistas más exitosos de todos los tiempos y ostenta un puesto entre los cinco artistas del metal industrial más exitosos, certificando 50 millones de discos vendidos en todo el mundo, de los cuales 4 500 000 fueron certificados solo en los Estados Unidos.

## Primeros años
Brian Hugh Warner nació en Canton (Ohio) el 5 de enero de 1969, hijo único de Barbara Warner Wyer (fallecida el 13 de mayo de 2014) y Hugh Angus Warner (fallecido el 7 de julio de 2017). Es de ascendencia inglesa, alemana e irlandesa. También ha afirmado que la familia de su madre, que proviene de los Montes Apalaches en Virginia Occidental, tiene herencia siux. De niño asistió a la iglesia episcopal de su madre, aunque su padre era católico. Fue a la Heritage Christian School de primero a décimo grado. Ahí sus instructores intentaban enseñar a los niños qué música no debían escuchar, y Warner se enamoró de lo que "se suponía que no se debería hacer".
Más tarde, se trasladó a GlenOak High School, en donde se graduó en 1987. Después de mudarse con sus padres, se convirtió en estudiante del Broward Community College de Fort Lauderdale (Florida) en 1990. Estaba trabajando para obtener un título en periodismo y adquirió experiencia en él escribiendo artículos para una revista de música, Parallel 25th. En su papel de entrevistador de música, pronto conoció a varios de los músicos con quienes más adelante comparó a su propia banda, incluido Groovie Mann de My Life with the Thrill Kill Kult y Trent Reznor de Nine Inch Nails.

## Carrera

### Música
En 1989, a la edad de veinte años, Marilyn formó en Florida la banda Marilyn Manson & the Spooky Kids (en 1992 el nombre se acortó a Marilyn Manson). En los primeros años de la banda se vio involucrado con varios músicos con los cuales grabó su primer álbum, Jeordie White (más conocido por su nombre artístico Twiggy Ramírez) y Stephen Gregory Bier Jr. (más conocido como Madonna Wayne Gacy). Manson no solo formaba parte de The Spooky Kids, sino que también participó en proyectos paralelos como Satan on Fire, un falso grupo de metal cristiano en el que tocaba el bajo y la batería en Mrs. Scabtree, banda formada en colaboración con Jeordie y su novia Jessicka (vocalista de la banda Jack Off Jill).
En el verano de 1993 atrajo la atención de uno de los exponentes más relevantes de la industria del metal en esa época, Trent Reznor, vocalista de Nine Inch Nails. Reznor se ocupó de la producción del primer álbum de la banda en 1994 llamado Portrait of an American Family, el cual logró la certificación de oro en Estados Unidos, con más de 500 000 copias vendidas y que fue distribuido por la discográfica Nothing Records (propiedad de Trent Reznor). Fue con este álbum que la banda consiguió su propio club de fanes, el cual creció con su primer álbum remix, Smells Like Children, de 1995, que recibió la certificación de platino, por superar el millón de copias vendidas, consiguió también aparecer en la programación de vídeos en MTV con su primer éxito que resultó ser Sweet Dreams (Are Made of This) (cover de la canción del grupo Eurythmics).
El éxito siguió en 1996 con el álbum más reconocido de la banda hasta el momento llamado Antichrist Superstar (coproducido por Trent Renzor y Dave Ogilvie). En los Estados Unidos tres de los álbumes de la banda han logrado la certificación de platino y otros tres consiguieron la certificación de oro, también la banda ha logrado entrar a los 10 primeros del Billboard, incluyendo dos de sus álbumes que han logrado debutar en el puesto n.º 1. Manson también debutó como productor en la banda Jack Off Jill. También ayudó a poner el nombre a la banda y es el productor de la mayoría de los álbumes de Marilyn Manson, también toca la guitarra lo cual se ve en la canción My Cat y ha abierto la mayoría de los shows en el sur de Florida. Asimismo, ayudó a escribir la mayoría de las letras del álbum Humid Teenage Mediocrity 1992–1996 de Jack Off Jill, que es una compilación de varios de los álbumes del grupo en sus inicios. Apareció como cantante invitado en el álbum Flesh of My Flesh, Blood of My Blood del rapero DMX, y en el álbum 2000 Years of Human Error de la banda Godhead, el único álbum producido por su compañía discográfica Posthuman.

### Cine y televisión
Manson hizo su debut en el cine como actor en 1997, en la película Lost Highway, dirigida por David Lynch. Desde entonces ha aparecido en pequeños roles, como en el filme Jawbreaker, junto con su exnovia Rose McGowan en 1998, En 2002 formó parte del reparto del corto de The Hire Beat the devil. Ese mismo año tuvo una intervención en el documental Bowling for Columbine del cineasta documentalista y escritor Michael Moore. En 2003 apareció en Party Monster junto a Macaulay Culkin y Seth Green. Un año más tuvo un papel en la cinta The Heart Is Deceitful Above All Things, dirigida por Asia Argento. En 2007 interpretó a un barman en Rise: Blood Hunter.
En cuanto a la televisión, apareció en la serie animada Secundaria de clones, y en varias ocasiones en Celebrity Deathmatch, de la cadena MTV. El actor Johnny Depp aseguró que se inspiró en Manson para actuar como Willy Wonka en la película Charlie y la fábrica de chocolate. Marilyn expresó su interés en interpretar él mismo el papel de Willy Wonka, lo que aparentemente fue la primera elección del director, pero diversos conflictos de programación lo hicieron imposible. En 2016 interpretó a un sicario en la película Let Me Make You a Martyr dirigida por Corey Asraf y John Swab.
A mediados de 2007 se supo que estaba trabajando en su debut como director de la película Phantasmagoria: The Visions of Lewis Carroll, acerca del autor de Alicia en el país de las maravillas, Manson interpretará también el papel del escritor, además de escribir el guion y crear la banda sonora de la misma. Asimismo, en su momento circularon noticias donde se afirmaba que Emma Watson haría una nueva adaptación del clásico de la Cenicienta junto a Manson, aunque no hubo demasiados detalles sobre esa puesta en escena, no tendría nada que ver con la versión actual, ya que el musical (según se rumoreaba) se convertiría en una versión gótica.
Manson aparece en la sexta temporada de la serie Californication, interpretándose a sí mismo, como amigo de la estrella del rock ficticia Atticus Fetch (interpretado por Tim Minchin), que en la serie iba a ser el telonero de una gira de Manson por Estados Unidos.

### Arte
En 2003, durante una entrevista con la revista i-D, Marilyn dijo haber comenzado su carrera como pintor de acuarelas y artista de pintura en seco en 1999, cuando realizó cinco piezas en alrededor de cinco minutos. Entre el 13 y 14 de septiembre de 2002 realizó en el Centro de Exhibiciones de Arte Contemporáneo de Los Ángeles su primera exhibición, que denominó La Edad Dorada de lo Grotesco. Max Henry, de la revista Art in America, comparó sus obras con las de un paciente psiquiátrico y dijo que su trabajo nunca sería tomado en serio, y señaló:

«Tengo la impresión de que estas imágenes son terapéuticas. Me recuerdan a los cuadros elaborados por pacientes psiquiátricos cuando se les da material de arte para usar como terapia. Allí ves un montón de demonios, y en el trabajo de Manson también veo algo de esos demonios».

Entre el 14 y 15 de septiembre de 2004, realizó una segunda exposición, la primera noche en París y la segunda en Berlín. El programa fue denominado Trismegistus, que fue también el título de la pieza central de la exposición, un cuadro grande de Cristo con tres cabezas pintado sobre un panel de madera antiguo de una mesa portátil de embalsamadores. Manson nombró a su autoproclamado movimiento artístico Celebritarian Corporation, asimismo ha acuñado un eslogan para el movimiento: «Vamos a vender nuestra sombra a los que están dentro de ella». En 2005, dijo que la Celebritarian Corporation se había ido gestando durante siete años, lo que de ser cierto indicaría que se inició en 1998. Celebritarian Corporation es también el nombre de una galería de arte propiedad de Manson, llamado Celebritarian Corporation Gallery of Fine Art en Los Ángeles, la cual se inauguró con la presentación de su tercera exposición. En abril de 2007, sus últimas obras se exhibieron en la galería de arte Space 39 Modern & Contemporary en Florida. Cuarenta piezas de esta exposición fueron llevadas a la galería Brigitte Schenk de la ciudad alemana de Colonia para ser exhibidas públicamente del 28 de junio al 28 de julio de 2007. Entre los habituales compradores de sus pinturas se encuentran Flea, Nicolas Cage y Jack Osbourne.

## Vida privada
En 2008 lanzó su propia bebida de absenta, denominada Mansinthe, con un 66,6 % de alcohol y producida por la empresa Matter-Luginbuehl. La bebida recibió duras críticas por parte de diversos conocedores de la materia, ya que algunos compararon su olor con el de las aguas residuales o con el de un pantano de lodo, pero en agosto de 2008 fue elegida como la segunda mejor bebida de ajenjo y obtuvo una medalla de oro en la Competición Mundial de Bebidas Alcohólicas de San Francisco.
PETA, la organización por los derechos de los animales, incluyó a Manson en la lista de las celebridades peor vestidas de 2008, debido a que varios medios de comunicación lo habían mostrado con pantalones de cuero.

### Relaciones y matrimonios

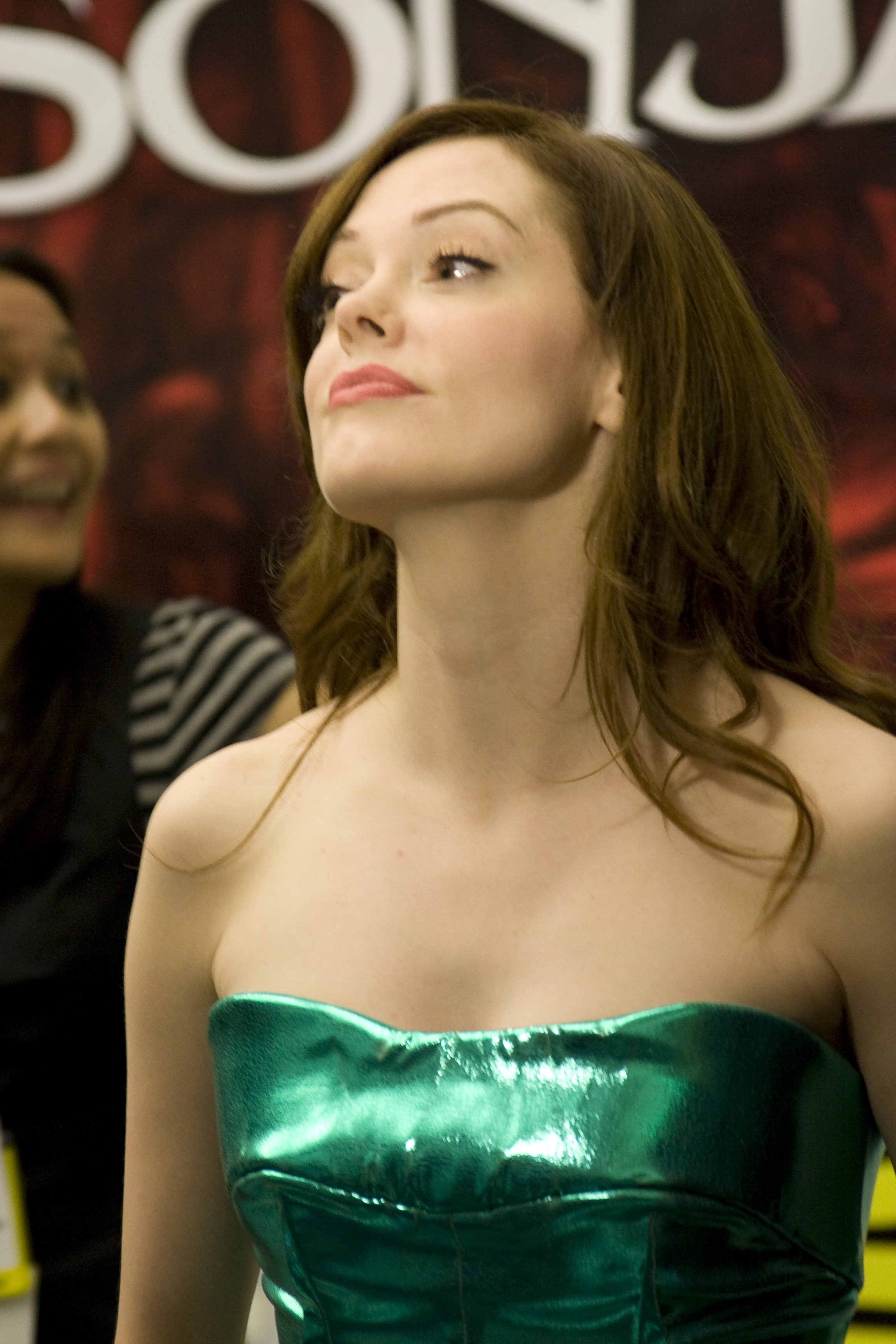
La actriz Rose McGowan, novia de Manson entre los años 1997 y 2001.

Manson mantuvo una relación de cinco años con la actriz Rose McGowan, desde el año 1997 hasta 2001. Fue su primera relación conocida, ya que el cantante suele mantener su vida privada fuera de los medios. Durante esa época, Rose llamó la atención al aparecer prácticamente desnuda en la entrega de los premios MTV Video Music Awards de 1998, con un minúsculo vestido de red y ropa interior de leopardo. También apareció en el vídeo de la canción «Coma White» de la banda de Marilyn Manson, imitando a Jacqueline Kennedy, y prestó su voz como fondo en el tema «Posthuman», ambos temas del álbum Mechanical Animals del año 1998. La pareja se comprometió en el año 2000; sin embargo, Rose terminó la relación a principios de 2001 alegando diferentes estilos de vida.

Meses más tarde y tras su ruptura con McGowan, comenzó otra relación de cuatro años con la modelo erótica Dita Von Teese. La pareja contrajo matrimonio el 3 de diciembre de 2005, en un castillo de Irlanda propiedad del artista Gottfried Helnwein. La ceremonia fue oficiada por el escritor, dramaturgo y cineasta chileno Alejandro Jodorowsky, amigo de Manson.

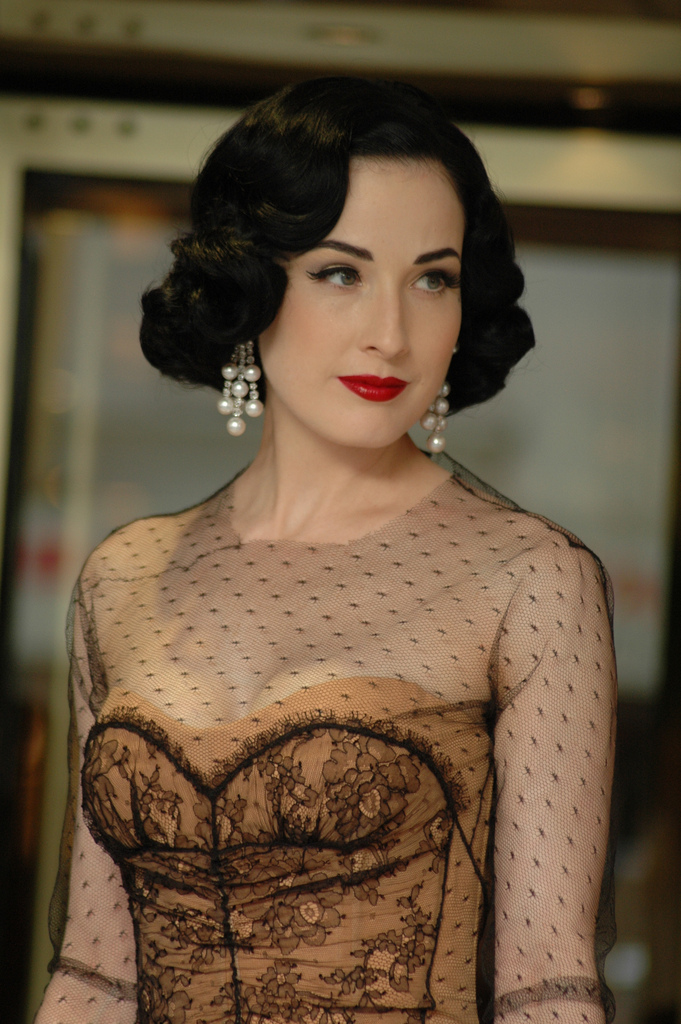
Marilyn Manson contrajo matrimonio con la modelo erótica Dita Von Teese, el 3 de diciembre de 2005, en una ceremonia que ofició el escritor chileno Alejandro Jodorowsky.
La pareja se divorció en enero de 2007, después de dos años de matrimonio y cuatro de relación por presuntas infidelidades de Manson.

En enero de 2007, Dita le mandó la demanda de divorcio a Manson justo el día de su 38.º cumpleaños, el 5 de enero de 2007, alegando diferencias irreconciliables, hecho que fue desmentido más tarde por la prensa, ya que la verdadera razón de la ruptura había sido la infidelidad de Manson con la actriz Evan Rachel Wood (Westworld, True Blood), con la que empezó a salir meses antes del divorcio de la pareja.
Días después de su divorcio, en enero de 2007 se hizo oficialmente pública su relación con la actriz Evan Rachel Wood, quien protagonizó junto con Manson el vídeo de la canción Heart-Shaped Glasses (When the Heart Guides the Hand), el cual suscitó una leve polémica debido a sus escenas de sexo explícito y las escenas en las que ambos aparecen cubiertos de sangre en la cama. Finalmente, en agosto de ese mismo año, la actriz anunció el fin de su relación definitivamente.

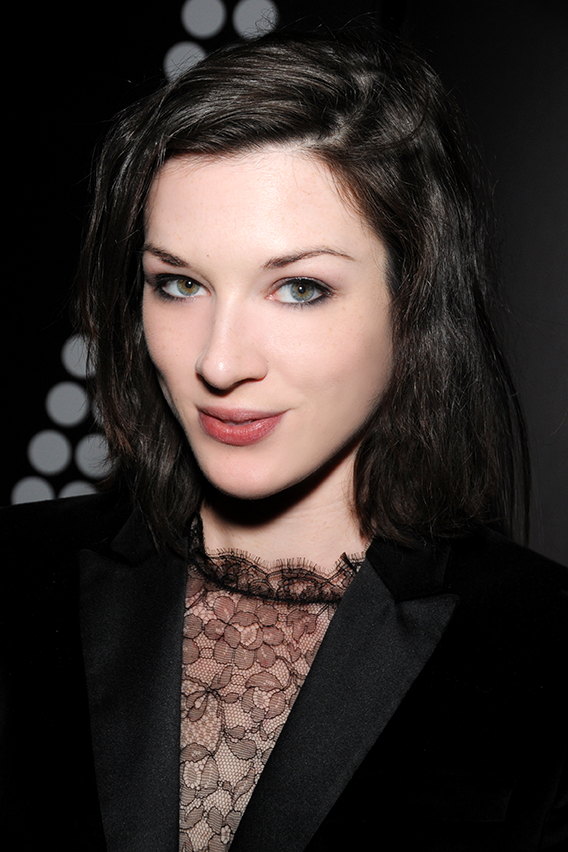
La actriz pornográfica Stoya, amiga y pareja sexual de Marilyn Manson.

En marzo de 2009 la prensa especuló sobre una posible relación del cantante con la actriz pornográfica Stoya, relación a la que Manson puso fin en noviembre de ese mismo año para volver con la que era su pareja, la actriz Evan Rachel Wood, en enero de 2010. En mayo de 2009 anunciaron su separación tras graves crisis de pareja. Sin embargo, a principios de 2010 anunciaron su reconciliación y compromiso tras meses de separación.
Stoya dijo que la relación que ambos mantenían no era considerada por ninguno de los dos como una relación de pareja, simplemente eran dos grandes amigos que practicaban sexo cuando querían, satisfaciendo así las necesidades de ambos ya que no era la primera vez que se acostaban juntos. Stoya describió esa relación como «una relación de carácter sexual» cuyo objetivo principal se basaba en mantener relaciones sexuales, sin compromisos de por medio; Stoya ha dicho que más que una relación era «un pasatiempo divertido», además de decir en más de una ocasión que por Manson no sentía más allá que una amistad y una gran atracción sexual, diciendo: «¿Por qué no tener un "follamigo" si ninguno de los dos tiene pareja?». Actualmente, Manson y Stoya mantienen contacto a pesar de terminar su extraña y corta aventura. Manson nunca ha hablado o desmentido nada sobre ella.

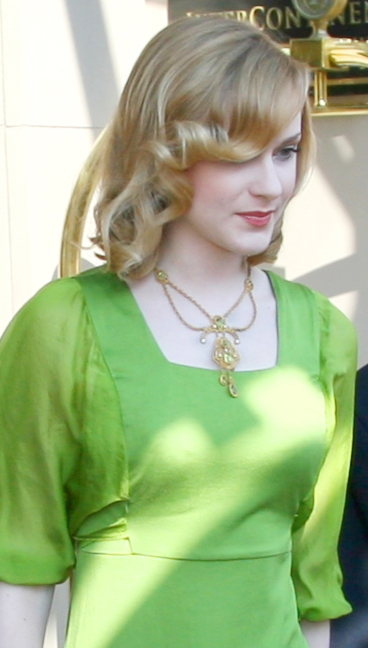
La actriz Evan Rachel Wood, pareja de Marilyn Manson entre los años 2007 y 2010.

Tras la ruptura con Wood, mantuvo una relación estable con la modelo Lindsay Usich, desde noviembre de 2010[cita requerida] hasta que la pareja finalmente contrajo matrimonio en 2020.
Marilyn Manson fue posteriormente acusado por más de una decena de mujeres, incluyendo supuestamente una agresión sexual a una menor de edad en los inicios de la carrera del artista en 1995.
El 1 de febrero de 2021, Evan Rachel Wood, la fotógrafa Ashley Walters, la modelo Sarah McNeilly y la artista Gabriella - SourGirrrl, publicaron en sus cuentas de Instagram, acusaciones de acoso y abuso contra Manson. El 5 de febrero de 2021 Dita Von Teese rompió su silencio sobre las acusaciones de abuso dirigidas contra su exmarido, diciendo que «el abuso de cualquier tipo no tiene lugar en ninguna relación». La artista de performance, de 48 años, publicó una breve declaración en su cuenta de Instagram en la que dijo que las afirmaciones no coincidían con su propia experiencia y que lo dejó debido a la infidelidad y al abuso de drogas.
En febrero de 2021, la actriz británica Esmé Bianco acusó a Marilyn Manson de abusar físicamente de ella durante la relación que mantuvieron en 2011, después de que se separara de su esposo.
En abril de 2021, Bianco lo demandó por presunta agresión sexual, tráfico de personas y abusos físicos y emocionales. Alegó que le dieron drogas y alcohol y que la sometieron a amenazas de violencia y violación. También relató que Manson la ató a un reclinatorio de oración, la golpeó con un látigo y la violó. Además, aseguró que debido a estos abusos padece un trastorno de estrés postraumático, ansiedad y depresión. En enero de 2023, Esmé Bianco y Marilyn Manson llegaron a un acuerdo extrajudicial para resolver las demandas que estaban en curso por agresión sexual.

## Discografía
- 1994: Portrait of an American Family
- 1995: Smells Like Children (EP)
- 1996: Antichrist Superstar
- 1998: Mechanical Animals
- 2000: Holy Wood (In the Shadow of the Valley of Death)
- 2003: The Golden Age of Grotesque
- 2007: Eat Me, Drink Me
- 2009: The High End of Low
- 2012: Born Villain
- 2015: The Pale Emperor
- 2017: Heaven Upside Down
- 2020: We Are Chaos
- 2024: One Assassination Under God - Chapter 1

## Premios y nominaciones
Grammy Awards
| Año  | Trabajo nominado                       | Premio                             | Resultado |
| ---- | -------------------------------------- | ---------------------------------- | --------- |
| 1999 | "The Dope Show"                        | Mejor Actuación de Hard Rock       | Nominado  |
| 2001 | "Astonishing Panorama of the Endtimes" | Mejor Actuación de Metal           | Nominado  |
| 2004 | "Mobscene"                             | Mejor Actuación de Metal           | Nominado  |
| 2013 | "No Reflection"                        | Mejor Actuación de Metal/Hard Rock | Nominado  |

MTV Video Music Awards
| Año  | Trabajo nominado                  | Premio                              | Resultado |
| ---- | --------------------------------- | ----------------------------------- | --------- |
| 1996 | "Sweet Dreams (Are Made of This)" | Mejor Video de Hard Rock            | Nominado  |
| 1997 | "The Beautiful People"            | Mejor vídeo de Hard Rock            | Nominado  |
| 1997 | "The Beautiful People"            | Mejores efectos especiales en Video | Nominado  |
| 1997 | "The Beautiful People"            | Mejor dirección de arte en Video    | Nominado  |
| 1999 | "The Dope Show"                   | Mejor cinematografía en Video       | Ganador   |

Metal Edge Readers' Choice Awards
| Año  | Ganador                           | Categoría                                 |
| 1997 | It's a Long Hard Road Out of Hell | Mejor canción de banda sonora de película |
| 1999 | Marilyn Manson                    | Mejor performance en vivo                 |
| 1998 | God Is In The TV                  | Mejor vídeo casero del año                |
| 2000 | Marilyn Manson                    | Actuación de hombre del año               |

## Videografía
- 1989: The Raw Boned Psalms (sin publicarse)
- 1996: Dead to the World
- 1999: God Is in the TV
- 2001: Guns, God and Government World Tour
- 2003: Doppelherz
- 2004: Lest We Forget: The Best Of

## Filmografía

### Cine, televisión y videojuegos
- Lost Highway (1997)
- Spawn (1997)
- Celebrity Deathmatch (1998)
- Jawbreaker (1999)
- Clone High (2002)
- Bowling for Columbine (2002)
- Resident Evil (2002)
- The Hire: Beat the Devil (2003)
- Party Monster (2003)
- The Heart Is Deceitful Above All Things (2004)
- Area 51 (videojuego) (2005)
- Rise: Blood Hunter (2006)
- Phantasmagoria: The Visions of Lewis Carroll (inédita)
- Tim and Eric Awesome Show, Great Job! (2010)
- Splatter Sisters (2011)
- Born Villain (2011)
- Wrong Cops (2012)
- Californication (2013)
- Sons of Anarchy (2014)
- Let Me Make You A Martyr (2016)
- Bomb City (2017)
- The New Mutants (2020)
- The New Pope (2020)
- American Gods (2021)

## Libros
- 1998: The Long Hard Road out of Hell
- 2000: Holy Wood
- Genealogies of Pain. Núremberg: Verlag für moderne Kunst Nürnberg, 2011. ISBN 3-86984-129-8
- Campaign. Calabasas: Grassy Slope Incorporated, 2011. ISBN B-00-5J24ZH-S
- 2020 "Manson x Perou 21 Years in Hell" (Photobook)